# Парротшпитце
Парротшпитце, или Пуэнт-Паррот, или пик Паррот (нем. Parrotspitze, итал. Punta Parrot) — вершина высотой 4432 метра над уровнем моря в массиве Монте-Роза в Пеннинских Альпах на границе Швейцарии и Италии. Первое восхождение на вершину Парротшпитце совершили альпинисты Реджинальд С. Макдональд, Флоренс Кроуфорд Гроув, Монтегю Вудмасс, Уильям Эдвард Холл и гидами Мельхиор Андерегг и Петер Перрен 16 августа 1863 года.

## Происхождение названия
Вершина была названа австрийским военным Людвигом Вельденом в честь российского естествоиспытателя и врача Иоганна Фридриха Паррота. Паррот также был известен как альпинист. В частности, 27 сентября 1829 года он совершил первое восхождение на вершину Большой Арарат высотой 5137 метров над уровнем моря в Турции. Перед этим Паррот предпринимал попытки восхождения на массив Монте-Роза. В 1816 году совместно Йозефом Цумштайном он предпринимал попытку восхождения на вершину Пирамид-Винсент, но она закончилась неудачно.

## Физико-географическая характеристика

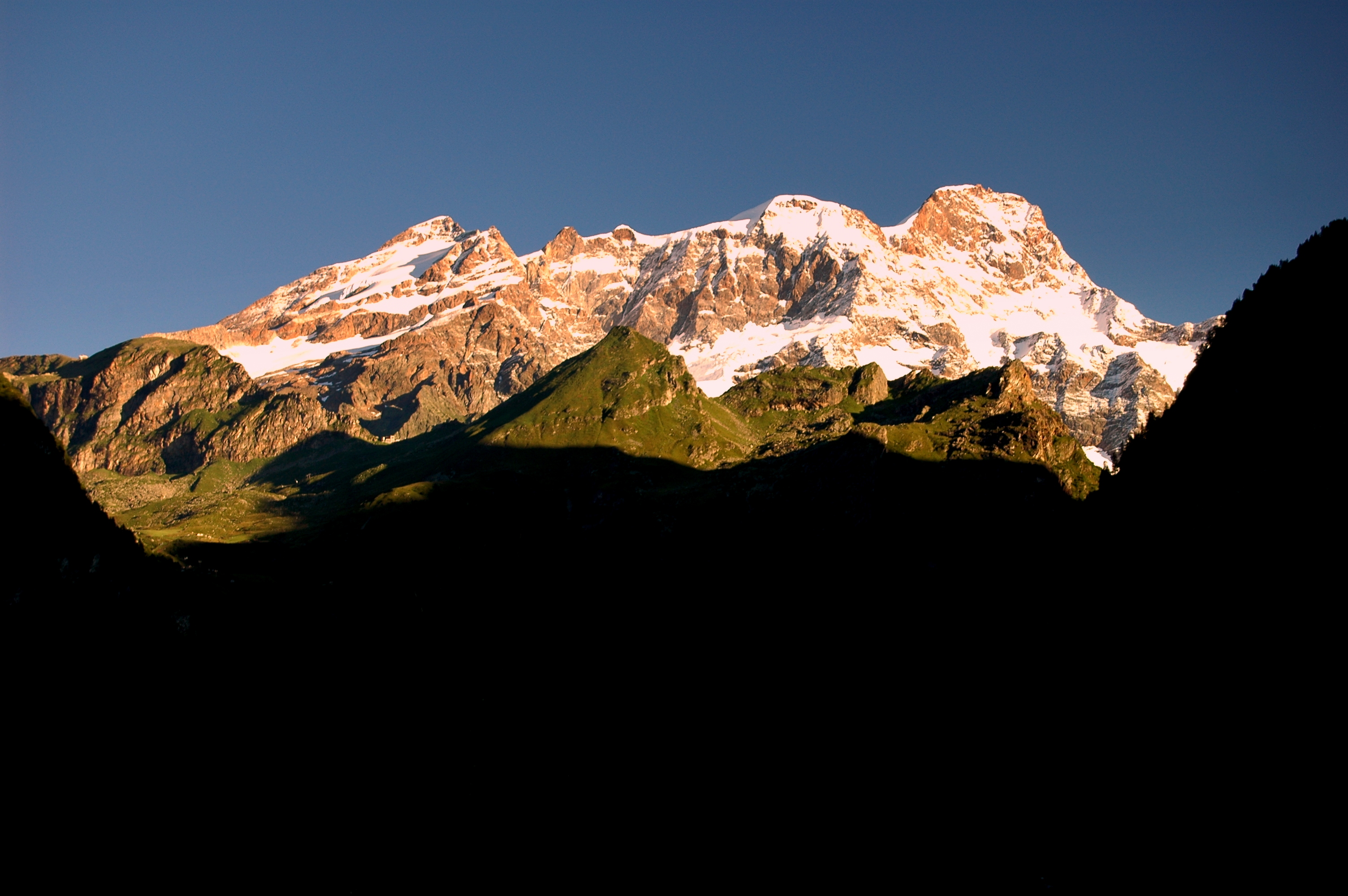
Вид на южную стену вершины Парротшпитце (вторая справа) из коммуны Аланья-Вальсезия

Вершина Парротшпитце расположена на границе Швейцарии в кантоне Вале, и Италии в регионе Пьемонт. С относительной высотой 136 метров вершина Парротшпитце входит в основной список официального перечня вершин-четырёхтысячников Альп, в котором она занимает 15 место по абсолютной высоте над уровнем моря.
Вершина Парротшпитце расположена в юго-восточной части массива Монте-Роза. Примерно в 1 километре к северо-востоку от вершины Парротшпитце расположена вершина Зигналькуппе. Между Парротшпитце и Зигналькуппе расположен перевал Зезерйох (Seserjoch). К западу от вершины Парротшпитце расположены вершины Энтдеккунгсфельс (Entdeckungsfels) и Лискамм. Вершины Парротшпитце и Энтдеккунгсфельс разделены перевалом Лисйох (нем. Lisjoch). Северная стена вершины Парротшпитце покрыта снегом, тогда как южная стена преимущественно скалистая.

## История восхождений
8 июля 1862 года британские альпинисты Херефорд Брук Джордж и Адольф Варбёртон Мур с местными горными гидами Кристианом Альмером и Маттиасом Цумтаугвальдом предприняли попытку восхождения по восточной стене Парротшпитце, но были вынуждены вернуться, не дойдя около 100 метров до вершины.
Первое удачное восхождение на вершину состоялось 16 августа 1863 года. Группа альпинистов в составе Реджинальда С. Макдональда, Флоренса Кроуфорда Гроува, Монтегю Вудмасса и Уильяма Эдварда Холла в сопровождении горных гидов Мельхиора Андерегга и Петера Перрена сумели взойти на вершину по западному хребту. Их маршрут в настоящее время считается классическим.

## Маршруты восхождений
В большинстве случаев вершина Парротшпитце проходится траверсом при восхождениях на другие вершины. С западной сторону существует два маршрута — один идёт через хижину Ньифетти (итал. Refuge Gnifetti) на итальянской стороне, и далее через перевал Лисйох. Второй маршрут проходит по западному гребню траверсом через вершину Людвигсхёэ. Маршруты имеет категорию II по классификации UIAA (F+ по классификации IFAS). Восхождения с восточной стороны осуществляются по гребню через перевал Зезерйох после восхождения на Зигналькуппе.
Как и в ряде восхождений на другие четырёхтысячники массива Монте-Роза, наиболее сложные маршруты пролегают по юго-восточной стене с итальянской стороны. Сложность маршрутов по этой стене может достигать V категории сложности по классификации UIAA.